# Bob Boozer
Robert Louis "Bob" Boozer (nascut el 26 d'abril de 1937 a Omaha, Nebraska i mort el 19 de maig de 2012) va ser un jugador de bàsquet estatunidenc que va jugar durant 11 temporades a l'NBA. Fou el número u del draft de l'NBA del 1959. Amb 2,03 metres d'alçada, jugava d'aler.

## Trajectòria esportiva

### Universitat
Durant els tres anys que va jugar amb els Wildcats de la Universitat de Kansas State, Boozer va ser nomenat en dues ocasions All-American, i el seu equip va guanyar 62 de 77 partits, sent en dues ocasions campions de conferència. Amb ell en les seves files, els Kansas State van aconseguir el número u del rànquing nacional el 1959, caient en la Final Four davant els Cincinnati Bearcats d'Oscar Robertson. Va fer una mitjana en tota la seva carrera de 21,6 punts per partit, graduant-se com a màxim golejador de la història de la seva universitat fins a aquell moment.

### Professional
Va ser triat en el primer lloc del Draft de l'NBA del 1959 per Cincinnati Royals, però no passar a la lliga professional fins a l'any següent, a causa que volia jugar amb la Selecció de bàsquet dels Estats Units els Jocs Olímpics de Roma 1960, on van ser medalla d'or. Durant aquell any va jugar en un equip d'una lliga amateur, els Peoria Caterpillars, guanyant la lliga i sent triat MVP del torneig.
Després de les Olimpíades es va unir finalment als Royals al costat del seu company de selecció Oscar Robertson. Mentre aquest últim va iniciar la seva participació en la lliga de forma arrasadora, fent una mitjana de gairebé un triple-doble, Boozer ho va fer de forma molt més modesta, amb tan sols 8,4 punts i 6,2 rebots jugant de reserva. Però les seves estadístiques van millorar els dos anys següents, però la irrupció del futur membre del Basketball Hall of Fame, el també aler Jerry Lucas, el va portar a un segon pla. A mitjan temporada 1963-64 els New York Knicks van comprar el seu contracte, i allà hi va jugar durant temporada i mitja. Malgrat ser un jugador productiu pels Knicks, va acabar traspassat de nou, aquesta vegada als Los Angeles Lakers.
Després d'una temporada a Los Angeles, on va coincidir amb figures de la talla de Jerry West i Elgin Baylor, va ser triat en el draft d'expansió de 1966 pels Chicago Bulls. Va ser allí on va fer els millors números de la seva carrera, arribant a fer una mitjana de 21,5 punts per partit el 1968, la qual cosa li va valer per ser triat per l'All-Star Game d'aquell any. Després de 3 temporades a Chicago va anar a parar als Seattle Supersonics, on va mantenir un bon nivell de joc en la temporada que va hi jugar, finalitzant la seva carrera als Milwaukee Bucks, on va aconseguir el seu únic anell de campió de l'NBA al costat d'Oscar Robertson i de Lew Alcindor.
En les seves 11 temporades a l'NBA va fer una mitjana de 14,8 punts i 8,1 rebots per partit.

## Assoliments personals i distincions
- Campió de l'NBA el 1971.
- Campió Olímpic a Roma 1960.
- All Star de l'NBA el 1968.
- Membre del Kansas Sports Hall of Fame.
- A Omaha, la seva ciutat natal, hi ha un carrer amb el seu nom en el seu honor, Bob Boozer Drive.